# Национален музей на Иран
Националният музей на Иран (на персийски: موزهٔ ملی ایران‎) се намира в столицата Техеран.
Това е една от най-атрактивните и големи стари сгради в града и страната изобщо. Разположен е на площ от над 20 000 кв. м. и е изключително престижен.
Състои се от две отделни сгради – Музей на древен Иран, открит през 1937 г. и Музей на ислямската ера, открит през 1972 г. На първия етаж са разположени заседателна зала и временна изложбена зала. Работите и обектите на ислямската култура, ислямското изкуство, във връзка с обективен и периодичен метод, са събрани на втория и третия етаж. Обектите, избрани за този голям музей, са избрани предимно от разкопки или от важни колекции.
В музея са изложени запазени древни и средновековни персийски антики. Тези произведения включват фини съдове от керамика, исторически метални предмети, текстил от различни региони на Иран, както и някои редки книги и монети. Най-старите артефакти в музея са от Кашафруд, Дарбанд и Гандж Пар – места, които датират от Долен палеозойски период.
В музея има множество изследователски отдели, включително центрове за археология, съхранение, остеология, палеография, грънчарство.
Националният музей се счита за най-важния археологически и исторически музей в Иран.